# Pia Locatelli

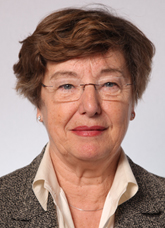
Pia Elda Locatelli

Pia Elda Locatelli este un om politic italian, membru al Parlamentului European în perioada 2004-2009 din partea Italiei.
1. ↑  Deputații în Parlamentul European